# 核内受容体コアクチベーター4
核内受容体コアクチベーター4（NCOA4: nuclear receptor coactivator 4）は、ヒトのNCOA4遺伝子によってコードされるタンパク質である。フェリチノファジーにおいて重要な役割を果たし、カーゴ受容体として作用し、フェリチン重鎖に結合し、オートファゴソームの表面のATG8に係留される。

## 相互作用分子
NCOA4は以下の生体分子と相互作用する。
- アンドロゲン受容体[8][9][10][11][12][13][14][15]
- ペルオキシソーム増殖因子活性化受容体ガンマ[16]
- フェリチン[17][18]
- ATG8（オートファジー関連タンパク質8）[19]